# 4603 Bertaud
4603 Bertaud (1986 WM3) là một tiểu hành tinh vành đai chính được phát hiện ngày 25 tháng 11 năm 1986 bởi CERGA ở Caussols.